# Scooby-Doo e i misteri d'oriente
Scooby-Doo e i misteri d'oriente (Scooby-Doo in Arabian Nights) è un film d'animazione per la televisione del 1994 diretto da Jun Falkenstein e Joanna Romersa.
È un film d'animazione prodotto dalla Hanna-Barbera basato sulle avventure di Scooby-Doo, sul racconto Aladino e la lampada meravigliosa delle Mille e una notte e il racconto di Sindbad il marinaio. 
Questo potrebbe rivelarsi l'ultimo film in cui Don Messick presta la voce a Scooby e Boo Boo (anche se avrebbe dato voce a Scooby ancora una volta nel videogioco Scooby-Doo Mystery), l'ultimo film in cui Casey Kasem doppia Shaggy fino al 2002, è l'ultimo film in cui Allan Melvin doppia Magilla Gorilla (così come il suo ultimo ruolo cinematografico nel suo complesso) e l'ultima volta che quest'ultimo personaggio appare fino a un episodio di Harvey Birdman, Attorney at Law.

## Trama

### Inizio
Il film inizia in Arabia dove Scooby-Doo e Shaggy Rogers si offrono di diventare assaggiatori del Califfo. Tuttavia Shaggy e Scooby vengono arrestati dallo stesso califfo dopo aver mangiato l'intero pranzo. Riescono a fuggire nelle stanze reali delle donne di corte ma Shaggy viene scelto in sposa dal califfo, e questi convince a rimandare il matrimonio dopo un lungo racconto.

### Alyha-din e la lampada magica
La storia comincia nell'antica Arabia dove un giovane principe si prepara a sposarsi per ereditare il trono di suo padre, il sultano ma nessuna donna che abbia conosciuto lo ha conquistato, solo la lavandaia che ha visto dalla finestra del palazzo ha conquistato il suo cuore, ma non volendo che il figlio resti single organizza una riunione di tutte le principesse del regno con l'obbiettivo di trovargli una sposa. Intanto Haman, il servitore di corte affamato di potere escogita un piano per rubare la lampada magica nella tomba delle ricchezze con l'aiuto del signore del diamante verde e da questi scopre che Alyha-din, la giovane principessa di Serendib (che lui aveva rapito e poi nascosto) è l'unica che può entrare nella tomba. Haman convince Alyha-din ad entrare ma rimane incastrata nella tomba, mentendole dicendole che il solo modo per salvare il sultano era prendere la lampada e lei ingenuamente ha accettato di aiutarlo. Purtroppo mentre è nella tomba Alyha-din prende un fiore-moneta e questo fa scattare la trappola che la rinchiude nella caverna; senza più la lampada Haman si arrangia e dopo aver narcotizzato il sultano e il principe si sostituisce a quest'ultimo. Intanto nella tomba Alyha-din strofina la lampada da cui esce il genio Yoghi e del suo assistente Bubu; questi dopo aver sentito il desiderio di Alyha-din di poter sposare il principe la trasformata in una principessa. Diretta a palazzo Alyha-din si presenta al principe, senza immaginare che in realtà è Haman che si è sostituito a lui, ma viene catturata dal terribile, infido e sleale ex-servitore e stregone Haman che dopo preso il controllo di tutto il palazzo e grazie alla lampada prima desidera diventare il sultano, poi di controllare l'intero mondo ma quando sta per esprimere l'ultimo desiderio Alyha-din gli sottrae la lampada. Alyha-din esprime il suo primo desiderio: che tutto torni alla normalità, Haman viene arrestato e il principe liberato. Lui vorrebbe subito sposare ma malgrado la sua bellezza il sultano non può acconsentire, secondo la legge solo una principessa può ambire alla mano del principe, allora Yogi esaudisce il suo secondo desiderio: essere una principessa, ma nemmeno questo basta; solo quando il principe la chiama per nome il sultano capisce che la ragazza era la sua promessa sposa e pertanto può acconsentire alle nozze. Come ultimo desiderio Alyha-din chiede un matrimonio da sogno (esaudendo anche il desiderio di Yogi di mangiare) così lei e il principe si sposano mentre Bubu passa da apprendista a genio.

### Sinbad il marinaio
In Arabia, un capitano alquanto irritabile caccia tutti i marinai dalla sua barca perché non lo sopportano ma rendendosi conto di aver bisogno di un equipaggio per manovrare la nave. Sinbad (Magilla Gorilla) si prepara a una lunga vacanza e suo malgrado incontra nel porto il capitano che gli offre di entrare nella sua nave per una caccia al tesoro. Il marinaio accetta e prima si ritrova insieme al capitano su un'isola alla ricerca di un uovo definito di Runk. Dopo innumerevoli tentativi riescono a rubarlo e si mettono alla ricerca di pietre preziose in un luna park a tema chiamato il ruscello delle pietre preziose, ma questa volta non riescono nel loro intento perché cacciati da un drago sputafuoco. Il capitano infine tenta di rubare uno spazzolino d'oro 24 carati nascosto su un'isola abitata da un Ciclope che rincorre i due marinai per riprendersi lo spazzolino. Alla fine Sinbad prende i tesori presi nel corso delle sue avventure lasciando il capitano sul ponte irritato dal gesto del gorilla.

### Fine
Scooby e Shaggy vengono scoperti dal califfo mentre gustano la torta di nozze, ma malgrado tutto il califfo decide di lasciarli in vita in cambio di servirlo come assaggiatori e raccontatori di storie.

## Personaggi
- Scooby-Doo è il protagonista del film.
- Shaggy Rogers è il migliore amico e compagno di avventure di Scooby.
- Yoghi è uno strampalato genio che aiuta Alyha-din a sposare il principe.
- Magilla Gorilla nella parte di Sinbad cerca di godersi una meritata vacanza che si trasforma in una vera caccia al tesoro.
- Alyha-din è una principessa che cerca di sposare il principe.
- Haman è il servitore del sultano che cerca in ogni modo di usurpare il trono, ma fallisce e viene arrestato.
- Mr. Ciclope cerca di riprendere il suo spazzolino.
- Capitano organizza la caccia al tesoro per rubare degli oggetti preziosi insieme a Sinbad.

## Doppiaggio

### Doppiatori originali
- Don Messick: Scooby-Doo; Bubu/Assistente
- Casey Kasem: Shaggy Rogers
- Eddie Deezen: Califfo
- Greg Burson: Orso Yoghi/Genio della lampada; chef di corte
- Jennifer Hale: Aliyah-Din
- Rob Paulsen: Principe
- John Kassir: Haman
- Tony Jay: Signore del Male
- Allan Melvin: Magilla Gorilla/Sinbad
- Charlie Adler: Capitano; guardia reale #1
- Maurice LaMarche: Ciclope
- Brian Cummings: conducente di tappeti; guardia reale #2; sultano
- Nick Jameson: assistente dello chef
- Kath Soucie: Donna misteriosa; donne del villaggio
- Paul Eiding: Scriba
- Frank Welker: Addetto del luna park

### Doppiatori italiani
- Antonio Angrisano: Scooby-Doo; Signore del Male; Capitano
- Sergio Luzi: Shaggy Rogers; Bubu/Assistente
- Claudio Trionfi: Califfo; guardia reale #2; addetto del luna park
- Guido Sagliocca: Orso Yoghi/Genio della lampada; conducente di tappeti
- Laura Latini: Aliyah-Din
- Stefano Onofri: Principe
- Massimo Milazzo: Haman; Ciclope
- Giuliano Giacomelli: Magilla Gorilla/Sinbad; assistente dello chef; scriba
- Pierluigi Astore: chef di corte; sultano
- Ilaria Latini: donna misteriosa; donne del villaggio
- Cinzia Villari: donne del villaggio